# Aeroporto de Tânger-Ibn Batouta
O Aeroporto de Tânger-Ibn Batouta (IATA: TNG, ICAO: GMTT) está situado próximo à cidade de Tânger, Marrocos. Recebeu este nome por causa do famoso viajante marroquino ibne Batuta. O aeroporto está sendo expandido para receber mais voos e aumentar o tráfego. Este aeroporto faz parte do rápido desenvolvimento e dos projetos de modernização de Tânger.
Possui o certificado de qualidade ISO 9001/2000.